# Анджеліно Альфано
Анджеліно Альфано (італ. Angelino Alfano; нар. 31 жовтня 1970, Агрідженто) — італійський політик, член уряду Італії, заступник прем'єр-міністра і міністр внутрішніх справ з 2013 року. Раніше був міністром юстиції з 2008 до 2011 в четвертому кабінеті Берлусконі. З липня 2011 року — секретар правоцентристської партії Народ свободи, в листопаді 2013 перейшов у створену ним партію «Новий правий центр».
Чинний Голова ОБСЄ.

## Ранній період
Його батько, Анджело Альфано, був адвокатом і колишнім місцевим політиком, який також обіймав посаду заступника мера міста Агрідженто.
Здобувши юридичну освіту в Католицькому університеті Святого Серця й докторський ступінь у галузі корпоративного права в Університеті Палермо, Анджеліно Альфано почав свій політичний досвід з християнської демократії.

## Політична кар'єра

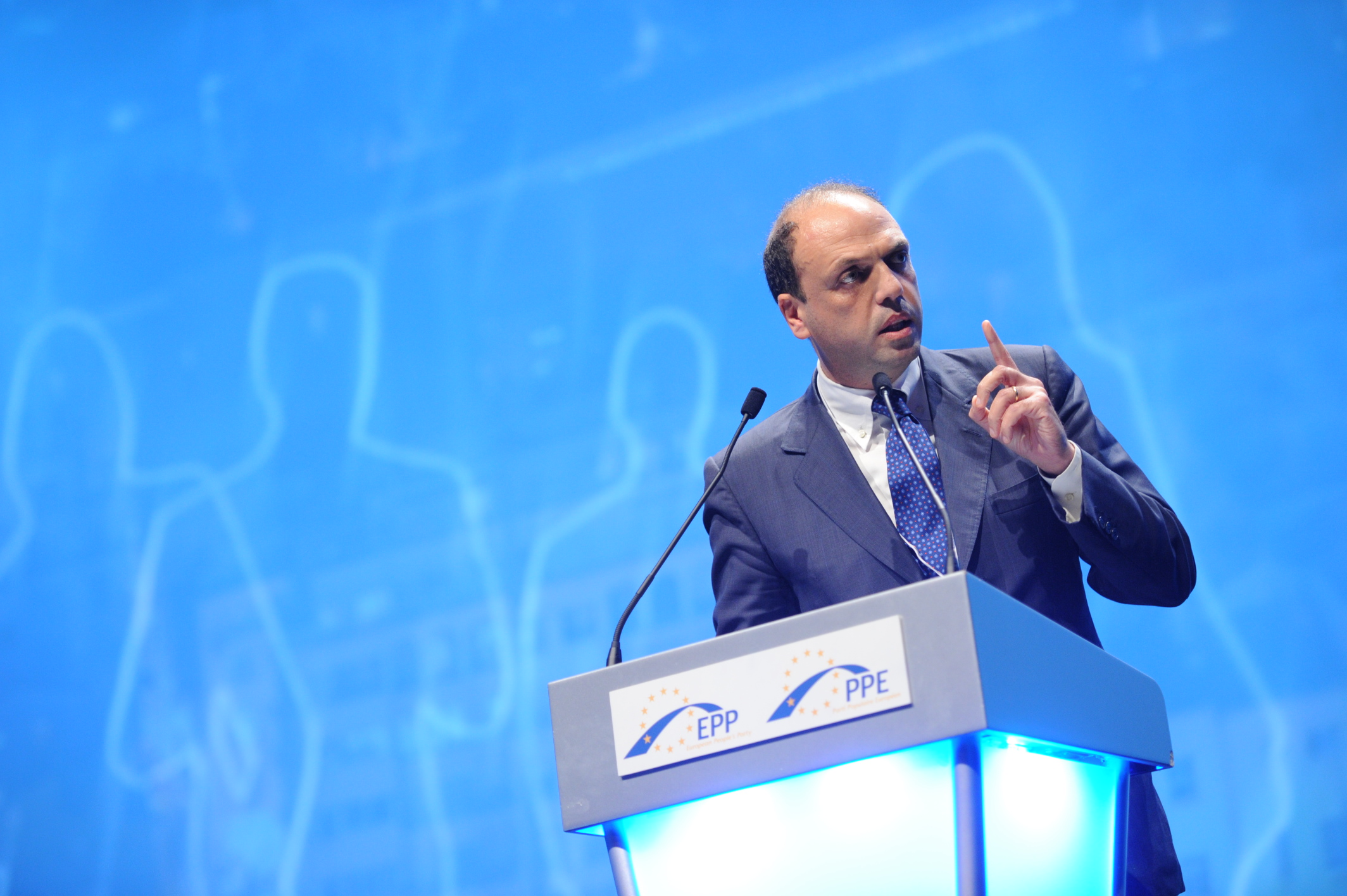
Альфано на конгресі ЄНП у Марселі

У 1994 році приєднався до «Вперед, Італія», нової правоцентристської партії, заснованої Сільвіо Берлусконі, і був обраний до Ради провінції Агрідженто. У 1996 році Альфано був наймолодшим членом обраним до сицилійської Регіональної асамблеї. У 2001 році він став членом італійської Палати депутатів, після перемоги правоцентристської коаліції «Дім свобод» на чолі з Берлусконі на загальних виборах. З 2005 по 2008 він також обіймав посаду регіонального координатора партії «Вперед, Італія» на Сицилії.

## Міністр юстиції
Після перемоги виборів 2008 року Берлусконі на чолі правоцентристської коаліції, Альфано був знову обраний до парламенту. У травні 2008 року у віці 37 років, він став наймолодшим міністром юстиції в історії Італійської Республіки.

## Міністр внутрішніх справ
28 квітня 2013, він почав працювати заступником прем'єр-міністра і міністром внутрішніх справ у кабінеті Летти. Зберіг посади в уряді Ренці.

## Голова ОБСЄ
З 1 січня 2018 року виконує обов'язки Голови ОБСЄ.